# Sarota subtessellata
Espèce
Sarota subtessellata est une espèce d'insectes lépidoptères (papillons) appartenant à la famille des Riodinidae et au genre Sarota.

## Taxonomie
Sarota subtessellata a été décrit par l'entomologiste américain William Schaus en 1913 sous le nom de Charis subtessellata.

### Nom vernaculaire
Sarota subtessellata se nomme Regal Sarota en anglais.

## Description
Sarota subtessellata est à l'apex et l'angle externe de l'aile antérieure angulaire et aux ailes postérieures porteuses chacune de deux queues. Son dessus est de couleur marron avec quelques taches rondes blanches aux antérieures, marron plus clair aux ailes postérieures.
Le revers est beige rosé avec une ornementation de bandes et de taches orange, de bandes et de taches blanches cernées de marron et aux ailes antérieures une marge orange. Aux ailes postérieures deux ocelles marron marquent la base des deux queues à chaque aile.

## Écologie et distribution
Sarota subtessellata est présent au Costa Rica, à Panama et en Colombie.

### Protection
Pas de statut de protection particulier.